# Florentius von Worcester
Florentius von Worcester auch Florentius Wigorniensis (* vor 1100; † 7. Juli 1118) war ein englischer Benediktinermönch und Chronist.
Früher wurde ihm die Erstellung des Anfangs des von Johannes von Worcester erstellten Chronicon ex chronicis zugeschrieben. Florentius reicherte Marianus Scotus’ Arbeit an der Angelsächsischen Chronik um weitere Details an, diese Arbeit ist heute allerdings verloren. Johannes könnte allerdings von Florentius gesammelte Materialien benutzt haben.
Über sein Leben ist nichts bekannt.